# Alberto R. Gonzales

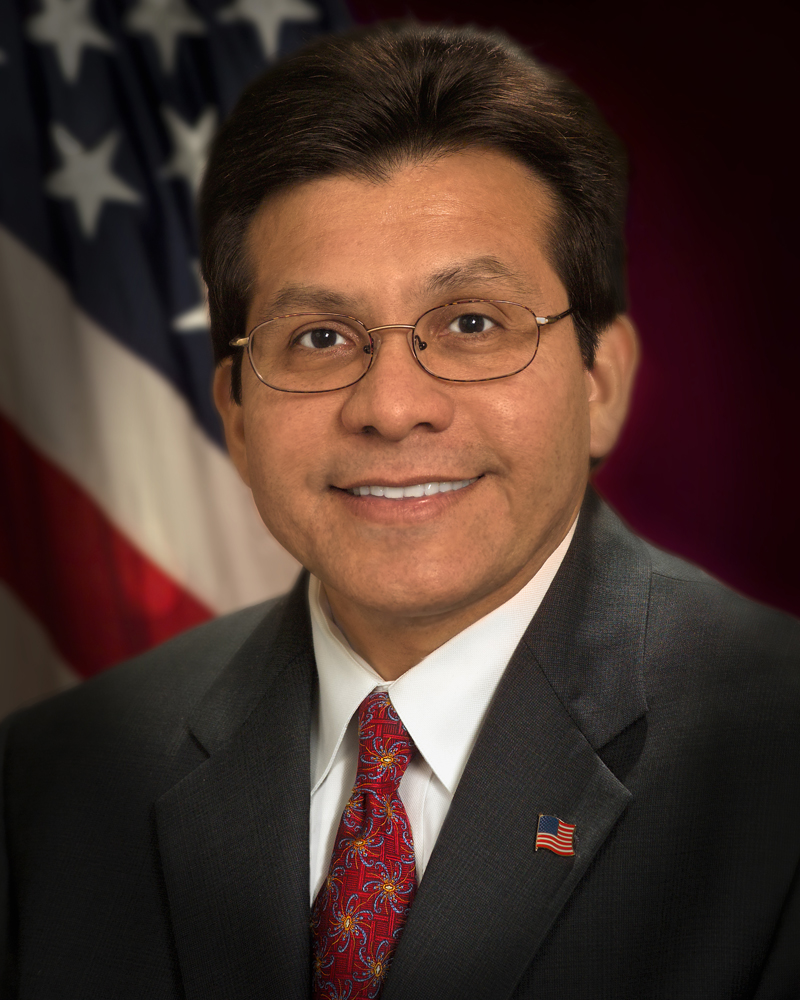
Alberto R. Gonzales

Alberto Recuerdo Gonzales (* 4. August 1955 in San Antonio, Texas) ist ein US-amerikanischer Jurist und Politiker (Republikanische Partei). Er war vom 3. Februar 2005 bis zum 17. September 2007 Attorney General der Vereinigten Staaten.

## Leben
Gonzales stammt aus einer ärmlichen Familie mexikanischen Ursprungs und wuchs in Houston auf. Er besuchte die Rice University sowie die Harvard Law School und tat zwei Jahre in der US Air Force (1973–1975) Dienst sowie weitere zwei Jahre an der US Air Force Academy.
Von 1982 bis 1994 war Gonzales als Anwalt in Houston in der Kanzlei Vinson and Elkins tätig, wo er später Partner wurde. Er war ab 1997 Secretary of State von Texas sowie anschließend ab 1999 Richter am Supreme Court of Texas. Seit ihrer gemeinsamen Zeit in Texas ist er ein Freund von George W. Bush. So wurde er auch sein Rechtsberater im Weißen Haus (White House Counsel).

### Justizminister der Vereinigten Staaten

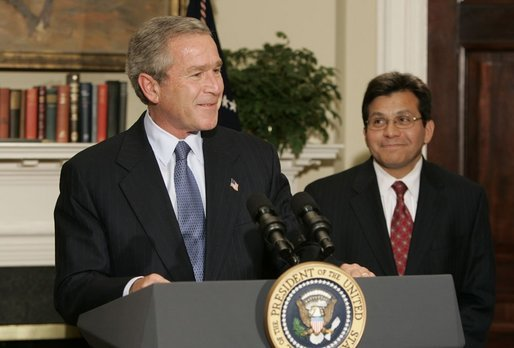
Bush schlägt Gonzales am 10. November 2004 als Justizminister vor.

In der Senatsanhörung am 6. Januar 2005 wurde von Gegnern der Nominierung besonderes Gewicht auf die Rolle gelegt, die Gonzales bei der Bewertung der Genfer Konvention zur Behandlung von Kriegsgefangenen und des Begriffs von Folter im Zusammenhang mit der Einrichtung von Gefangenenlagern in Guantánamo Bay spielte. Gonzales galt als einer der Architekten der umstrittenen Gefangenenpolitik im Kampf gegen den Terror. So hat er sich im Januar 2002 in einem Memorandum gegen die Anwendung der Genfer Konvention für gefangene Taliban- und al-Qaida-Kämpfer ausgesprochen; Gonzales bezeichnete die Konvention als überholt („quaint“, „obsolete“), und verschob die Bedeutung des Begriffs „feindlicher Kombattant“, der nicht als Kriegsgefangener zu behandeln sei, in eine Entrechtung, die deutliche Züge des sog. Feindstrafrechts trägt. Gonzales hatte in seiner Analyse hervorgehoben, dass die Kriegsgegner in Afghanistan und im Irak – anders als in früheren militärischen Auseinandersetzungen – zwar gefechtstechnisch und taktisch geschult sind sowie in militärischen Einheiten und mit Kriegsgerät operieren, sich jedoch zugleich den zivilisatorischen Grundlagen westlicher Kriegsführung verweigern: So töteten etwa die Taliban für gewöhnlich Kriegsgefangene sofort, kämpften nicht in einer deutlich erkennbaren Uniform mit Dienstgrad- und Truppenabzeichen und missachteten sowohl die Unantastbarkeit von Emissären („weiße Fahne“) als auch Nonkombattanten (Rotes Kreuz, Roter Halbmond), Zivilisten oder Verwundeten. Da dieser Kriegsgegner Übereinkünfte wie die Genfer Konvention oder die Haager Landkriegsordnung – nicht zuletzt wegen Unkenntnis dieser Regelwerke – nicht einmal ansatzweise befolgte, war es laut Gonzales sinnlos, zum Teil sogar praktisch unmöglich, einen solchen Kriegsgegner nach diesen üblichen Regeln zu behandeln: Die vorgeschriebene Nennung von Namen, Dienstgrad und Truppenteil an das IKRK etwa ließ sich so nicht verwirklichen. Stattdessen sollte eine analoge Anwendung der Schutzbestimmungen erfolgen, nach denen der jeweilige Gefangene zu behandeln sei.
Unterstützer der Nominierung Gonzales’ lobten, dass seine Biografie das amerikanische Ideal des Aufstiegs „from rags to riches“, also aus ärmlichen Verhältnissen ganz an die Spitze der Macht verwirklicht. Außerdem sprach für Gonzales, dass mit ihm zum ersten Mal ein Latino eine so hohe Position einnehmen würde, ein Vertreter also einer wachsenden Wählergruppe. Gonzales selbst versprach in der Senatsanhörung, künftig auch auf Folter im weiteren Sinne zu verzichten, und sich an nationale und internationale Gesetze zu halten.
Am 3. Februar 2005 wurde er vom US-Senat als Justizminister (Attorney General) der USA bestätigt und vereidigt. Das ist das höchste Amt in der US-Politik, das je ein Latino erreicht hat. Die Nominierung wurde von Vorwürfen überschattet (siehe weiter unten). Gonzales galt als moderater als sein Vorgänger John Ashcroft und als möglicher Kandidat Bushs für einen Richterposten am Obersten Bundesgericht.

### Rücktritt im August 2007
Senatoren und Abgeordnete der Demokraten verlangten im Sommer 2007 Gonzales’ Rücktritt. Er musste einräumen, dass er stärker als zunächst zugegeben an den umstrittenen Massenentlassungen von Bundesanwälten durch das Justizministerium beteiligt war und „dass es durchaus auch eine politische Komponente dabei gab“. Am 27. August erklärte Gonzales seinen Rücktritt vom Amt des Justizministers zum 17. September 2007.
Im Laufe des Sommers 2007 zogen sich zuvor schon unter anderem George W. Bushs engster Berater Karl Rove sowie Präsidentensprecher Tony Snow aus dem Weißen Haus zurück. Während bei Snow gesundheitliche bzw. (wie er selbst erklärte) finanzielle Gründe den Ausschlag gegeben haben dürften, so stand auch bei Roves Rückzug gleichfalls dessen Verstrickung in den Skandal um die Entlassung der United States Attorneys im Vordergrund.
Der Abgang zahlreicher Mitarbeiter der Bush-Regierung im Sommer 2007 wurde von Beobachtern unter anderem als Indiz für das Scheitern eines ganzen Politikkonzepts gedeutet (vgl. Neokonservatismus, Bush-Doktrin), das allerdings Folgen zeitigen werde: „Gonzales’ traurige Hinterlassenschaft ist bereits in Stein gemeißelt, eine Amtsführung, die eine Tragödie für Amerika war, und die – wie amüsant sein Spitzname auch sein mag – kein Grund zum Lachen ist“, urteilte etwa Michael Tomasky im Londoner Guardian.

## Familiäres
Gonzales und seine Frau haben drei Söhne.